# Myiothlypis rivularis
La reinita ribereña (Myiothlypis rivularis), también denominada chiví ribereño, arañero ribereño neotropical o simplemente arañero del río (lo que puede llevar a confusión con el Locustella fluviatilis), es una especie de ave paseriforme de la familia Parulidae que vive en Sudamérica.

## Descripción
Mide entre 13,5 a 14 cm de longitud y pesa entre 11,5 y 16,5 g. La envergadura de las alas alcanza en los machos 6,1 a 6,9 cm y las hembras 5,9 a 6,5 cm.
Su frente es negra; la corona es negruzca a los lados y gris pizarra encima. Presenta una estrecha franja superciliar blanca grisácea que se va desvaneciendo parda amarillenta. Sobre el ojo presenta una banda negruzca. Alrededor de los oídos presenta color marrón aceitunado y en las mejillas se presentan matices grises, beige claro y negros. El cuello es gris pizarra. El dorso y en general la parte superior es de color oliva oscuro abrigos verde plumaje de cola, la grupa y la parte superior de oliva son brillantes. La garganta es de color beige a blanco, el color amarillento del pecho de color marrón claro con oscuro lados de oliva en el pecho borrosa. El centro del vientre es blancuzco y los flancos son de color marrón claro amarillento a verde oliva.  Las alas son de color marrón oscuro con los bordes de las plumas oliváceo; la cola es de color verde oliva oscuro con los bordes de las plumas más claros. El pico es negruzco y las patas son de color carne.

## Distribución y hábitat
La reinita ribereña se extiende de forma discontinua por América del Sur. Se halla en el norte de Argentina, Bolivia, Brasil, la Guayana francesa, Guyana, el sureste de Paraguay, Surinam y el este de Venezuela.
Vive en el bosque húmedo, bordes del bosque y áreas de humedales, a lo largo de ríos y arroyos de las tierras bajas, hasta los 1.400 m de altitud. Prefiere las aguas de corriente lenta y humedales. Permanece en las ramas bajas y en el suelo.

## Alimentación
Se alimenta de insectos y otros invertebrados, que busca generalmente en pareja, en el suelo y entre la madera seca, principalmente a las orillas de las aguas. A veces atrapa sus presas en el suelo durante el vuelo.

## Taxonomía
Las tres poblaciones separadas han dado origen a tres subespecies:
- M. r. mesoleuca: en el Amazonas oriental, en Brasil, las Guayanas y Venezuela.
- M. r. rivularis: la población en las selvas atlánticas del Brasil meridional, Paraguay y el noreste de Argentina.
- M. r. bolivianus: situada en las Yungas de Bolivia.